# 雪兰莪鹅唛石英山脊

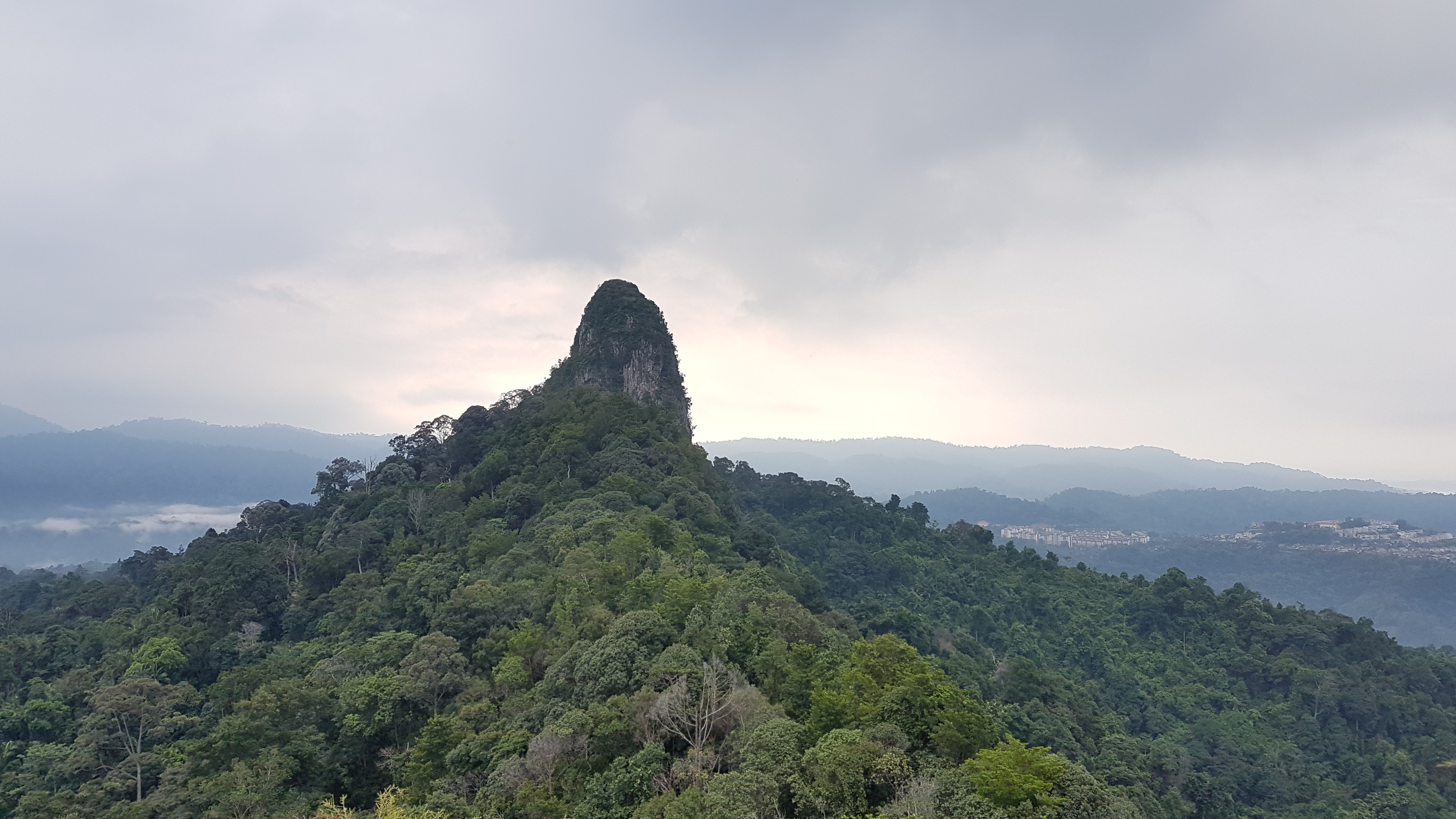
雪兰莪鹅唛石英山脊

雪兰莪鹅唛石英山脊 是一条贯穿吉隆坡东北部和马来西亚雪兰莪州武吉拉贡-甘清-雪兰莪鹅地区的石英岩脈。山脊全长14公里、宽50公尺，是世界上最长的石英矿脉。山脊上有265种植物，其中有5种当地特有的植物，还有一种名叫黑羚的珍稀动物。2017年雪兰莪鹅唛石英山脊列入联合国世界文化遗产预选名单。
2019年，希盟以避免破壞雪兰莪鵝嘜石英山脊及帶動南部地區經濟發展為由規劃新的大馬東鐵路線，從雪蘭莪往南繞再進入時任交通部長陸兆福選區文丁，隨後往北走。希盟倒台后，國盟政府推翻希盟的南線計劃，恢復國陣的北線計劃。

## 安邦水晶山

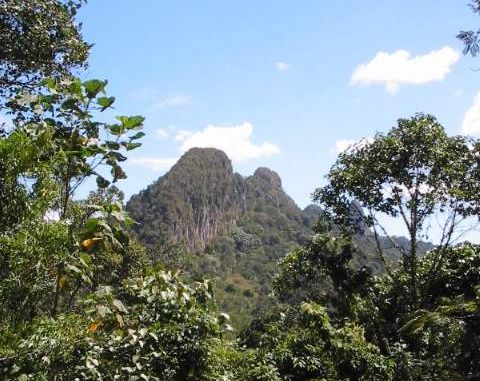
水晶山

安邦水晶山是雪兰莪鹅唛石英山脊的突出部分，位于乌鲁鹅麦附加森林保留区，可以在吉隆坡第二中环公路上看到。登山者进入巴生水坝附近的步道，在距离闸门50米处经过3-4个小时的攀登便可登上山顶，山顶可以看到吉隆坡的全景。山上生长着几种当地特有的植物，例如Aleisanthia rupestris。
2022年,水晶山的山脚竖立了一个收费及限时入内的告示牌子，显示到访民众需缴付费用才能入内，开放时间则为早晨7时至晚上7时。随后安邦再也市议会澄清不曾批准任何单位收取费用并派员拆除告示牌。